# Xiao He
Xiao He (kineski: 蕭何, ? - 193.  pr. Kr) je bio drevni kineski političar i državnik, poznat kao ključna osoba za Liu Bangov dolazak na vlast nakon propasti dinastije Qin. Cijelog života je bio lojalan Liu Bangu i kasnije postao njegov premijer nakon osnivanja dinastije Han. Rođen je u istom okrugu - Pei (suvremeni Xuzhou u Jiangsuu) kao i Liu Bang.  Zbog njegovih dostignuća u vrijeme sukobu Chua i Hana kao i načina kojim je vladao ponovno ujedinjenim carstvom, smatra se jednim od najvećih državnika kineske povjesti.
He je bio ključna osoba koja je preporučila da se znameniti vojskovođa Han Xin angažira u Liuovoj službi. Kasnije je također bio ključna osoba koja je zajedno s caricom Lü Zhi orkestrirala Han Xinovu likvidaciju. To je kasnije poslužilo kao temelj za popularnu poslovicu njegov uspjeh je bio zasluga Xiao He i njegov neuspjeh je bio zasluga Xiao Hea (成也蕭何，敗也蕭何) a kojom Kinezi opisuju situacije u kojima nečija sudbina ovisi o jednom jedinom faktoru.

## U popularnoj kulturi
Xiao He je jedna od 32 povijesne osobe koji se pojavljuju kao posebni likovi u Koeijevoj video-igri Romance of the Three Kingdoms XI.